# Conflict Resolution
"Conflict Resolution" é o vigésimo primeiro e penúltimo episódio da segunda temporada da série de televisão estadunidense The Office, o vigésimo sétimo no geral. Escrito pelo produtor executivo Greg Daniels e dirigido por Charles McDougall, foi ao ar pela primeira vez em 4 de maio de 2006 nos Estados Unidos, pela NBC.  A exibição tem como ator convidado Scott Adsit, de Moral Orel e 30 Rock, como fotógrafo.
A série retrata a vida cotidiana dos funcionários na filial da empresa de papel Dunder Mifflin em Scranton. Nesse episódio, Michael Scott (Steve Carell) busca encerrar um conflito entre Oscar Martinez (Oscar Nunez) e Angela Martin (Angela Kinsey), então descobre outras reclamações não resolvidas entre os membros da equipe e decide resolvê-las. A tentativa dele permite que novas tensões surgissem, incluindo Dwight Schrute (Rainn Wilson) exigindo que Jim Halpert (John Krasinski) seja transferido.
"Conflict Resolution" apresenta o retorno de um pôster criado para o episódio anterior "Christmas Party". Seu final foi comparado ao do filme de ação Os Caçadores da Arca Perdida de 1981. Recebeu críticas amplamente positivas e foi assistido por 7,4 milhões de espectadores.

## Sinopse
Michael Scott intervêm quando ouve Oscar Martinez reclamando sobre um pôster de bebê de Angela Martin. Para encerrar o conflito, força Oscar a tirar sua foto do crachá segurando a imagem. Inspirado, o gerente regional pega outras reclamações não resolvidas por Toby e está determinado a resolver todas. Michael lê publicamente as declarações, mesmo que elas devessem ser anônimas, fazendo com que as tensões entre a equipe aumentem. Pam Beesly fica surpresa com uma queixa contra o planejamento de seu casamento no escritório, acreditando que partiu de Angela; isso a deixa particularmente irritada, já que está encobrindo seu relacionamento secreto com Dwight Schrute.
Em uma pegadinha, Jim Halpert cria um crachá enorme para Dwight, escrevendo ser uma "ameaça à segurança" e mudando seu nome do meio de Kurt para "Curte" ("fart", no original). O vendedor fica ainda mais furioso quando descobre que suas inúmeras queixas contra Jim foram ignoradas e exige sua transferência, anunciando inclusive que uma vaga na filial de Stamford está disponível. Michael convoca os dois para uma reunião, lê as inúmeras reclamações e declara que tomará uma decisão, mas precisa de tempo indeterminado para isso.
Enquanto todos se preparam para ir embora, Michael pede que o fotógrafo tire uma foto de todo grupo, que solicita mais dinheiro pelo trabalho adicional. Enquanto ele tenta fazer a fotografia perfeita, Pam inicia uma discussão com Angela, mas é impedida por Jim, que revela ter feito a reclamação sobre seu casamento. Ela parece chocada. No dia seguinte, triste com a situação, ele se encontra secretamente com a vice-presidente Jan Levinson e faz uma entrevista para o cargo em Stamford.

## Produção
"Conflict Resolution" foi o quinto roteiro escrito por Greg Daniels, que também é produtor executivo de The Office, e dirigido por Charles McDougall; ele já havia ocupado essa função em "Christmas Party" e "Dwight's Speech". O enredo mostra Angela e Oscar discutindo sobre um pôster dela que apresenta dois bebês tocando saxofone. Jenna Fischer afirmou que o item "é um dos nossos acessórios favoritos". A personagem recebeu a imagem de seu amigo secreto no episódio de Natal. Fischer também disse que "eu tive que ficar entre Angela e Oscar enquanto eles discutiam sobre o pôster e Michael tentava mediar a situação. O tempo todo, os bebês fofos do jazz estão me encarando… Foi hilário!".
O DVD da segunda temporada contêm uma série de cenas deletadas desse episódio. Momentos notáveis incluem Michael discutindo sobre outros conflitos e se dedicando a resolver todos os casos antigos "antes que Toby possa matar ou estuprar outra pessoa", Meredith e Kevin tirando fotos, Dwight encontrando sua mesa cercada por fita policial, sendo questionado pela segurança do prédio, irritando o fotógrafo de várias maneiras e dando autorização de segurança "Nível Vermelho" para Pam.